# Expert
Expert er en schweizisk detailalliance med drift i 21 lande, herunder Danmark. Alliancen er et samarbejde mellem forskellige virksomheder, der driver virksomhed med Expert-navnet.
I Danmark drives Expert-navnet af norske Power International AS, som byttede Expert-navnet ud med POWER i 2015, hvorefter resten af Norden fulgte med. Der drives dog stadig selvstændige Expert-kæder gennem franchise i Danmark og Finland.